# Prokurator Generalny (Polska)
Prokurator Generalny – naczelny organ prokuratury w Polsce przewidziany w art. 191 ust. 1 pkt 1 Konstytucji Rzeczypospolitej Polskiej, będący zarazem zwierzchnikiem wszystkich prokuratorów.
Analogicznie do funkcji Naczelnego Prokuratora w II RP, Rządzie RP na uchodźstwie oraz w pierwszych latach istnienia Polski Ludowej (do 1950 r.), godność ta w III RP w latach 1990–2010 była, a od 2016 r.  ponownie jest, zespolona z urzędem Ministra Sprawiedliwości, natomiast w latach 2010–2016 był to niezależny naczelny organ władzy państwowej. Z kolei w okresie Polski Ludowej od 1950 do 1989 był to organ podlegający Radzie Państwa, jako Generalny Prokurator Rzeczypospolitej Polskiej (1950–1952), a następnie Prokurator Generalny Polskiej Rzeczypospolitej Ludowej (1952–1989). Po likwidacji Rady Państwa w 1989 r., Prokurator Generalny został podporządkowany Prezydentowi Rzeczypospolitej Polskiej. Ten model funkcjonował jedynie do momentu nowelizacji ustawy o prokuraturze w 1990 r.
Przez cały okres II RP i w Polsce Ludowej do 1950 r. obowiązywał system, w którym Minister Sprawiedliwości jednocześnie pełnił funkcję prokuratora, a także miał bezpośredni wpływ na wybór sędziów – to on przedstawiał Prezydentowi Rzeczypospolitej Polskiej wnioski o powołanie sędziów, a w przypadku sądów najniższej instancji (sądów grodzkich) wprost sam ich wybierał, co w połączeniu ze stanowiskiem Naczelnego Prokuratora stwarzało ryzyko konfliktu interesów: minister, jako przedstawiciel władzy wykonawczej, mógł wykorzystać tę władzę do wpływania na działalność orzeczniczą i kształtowania wyroków zgodnie ze swoimi politycznymi preferencjami. Po ponownym połączeniu funkcji Ministra Sprawiedliwości i Prokuratora Generalnego, sędziowie są powoływani przez Prezydenta na wniosek Krajowej Rady Sądownictwa. Minister Sprawiedliwości jako Prokurator Generalny kieruje działalnością prokuratury, wydając zarządzenia, wytyczne i polecenia, decyduje o powołaniu i odwoływaniu prokuratorów, ale nie ma bezpośredniego wpływu na obsadę sędziów. Jednakże Minister Sprawiedliwości może mieć pośredni wpływ na obsadę sędziów poprzez swoje członkostwo w Krajowej Radzie Sądownictwa. Jego głos, choć nie decydujący, może wpływać na treść wniosków i decyzje Rady w tej materii.

## Historia

### II Rzeczpospolita
W II Rzeczypospolitej i w strukturach Rządu RP na uchodźstwie prokuratorem-zwierzchnikiem całej prokuratury, która była całkowicie rozdzielona na pion cywilny i wojskowy, był od 1919 r. Naczelny Prokurator. Urząd Naczelnego Prokuratora sprawował z urzędu Minister Sprawiedliwości. 
Porządek organizacyjny prokuratury dostosowany był do struktury organów wymiaru sprawiedliwości (sądów), a poszczególne jednostki organizacyjne prokuratury działały przy konkretnych sądach, przyjmując nawet od nich swoje nazwy. W pionie cywilnym naczelnym organem prokuratury i zwierzchnikiem prokuratorów prokuratur powszechnych był Pierwszy Prokurator Sądu Najwyższego.
Organizacja prokuratury wojskowej została określona w 1919 r. Naczelnym organem prokuratury w pionie wojskowym i zwierzchnikiem prokuratorów prokuratur wojskowych był Naczelny Prokurator Wojskowy. 

### Polska Ludowa
W okresie 1944–1950 prokuratura w Polsce funkcjonowała zgodnie z nadal obowiązującym ustawodawstwem przedwojennym, zmienianym powoli i jedynie fragmentarycznie. Zarazem jednak, dla sądzenia hitlerowskich zbrodniarzy wojennych i kolaborantów, ale także prześladowania członków władz II RP, oponentów politycznych i osób uznanych za „wrogów ludu”, ustanowiono całkowicie odrębne od pionu cywilnego i całkowicie przeorganizowanego pionu wojskowego specjalne sądy karne, wydające w postępowaniu jednoinstancyjnym ostateczne wyroki (w tym śmierci) bez obowiązku uprzedniego przeprowadzenia śledztwa, a w ich strukturach ustanowiono prokuratorów, przy powoływaniu których decydujący głos miały organy bezpieczeństwa publicznego (UB). W styczniu 1946 r. utworzono Najwyższy Trybunał Narodowy, a w jego strukturze powołano odrębną prokuraturę NTN, kierowaną przez Pierwszego Prokuratora NTN. Najwyższy Trybunał Narodowy oraz prokuratura NTN sprawowały początkowo nadzór nad specjalnymi sądami karnymi i prokuraturą specjalnych sądów karnych. Gdy w listopadzie 1946 r. zostały one zniesione, sprawy te wyłączono także z jurysdykcji NTN i przekazano odpowiednio Sądowi Najwyższemu i sądom okręgowym.
Począwszy od 1946 r. prokuratorów z uniwersyteckim wykształceniem prawniczym zastępowano stopniowo osobami bez wyższego wykształcenia, przyuczanymi do pracy w prokuraturze w prawniczych szkołach średnich, a od 1948 r. proces ten znacznie przyspieszył, jako że w pionie powszechnym powoływano osoby szkolone po wytypowaniu przez UB w Centralnej Szkole Prawniczej, a w pionie wojskowym analogicznie powoływano osoby szkolone po wytypowaniu przez Główny Zarząd Informacji w Oficerskiej Szkole Prawniczej.
W poł. 1950 r. określono na nowo organizację pionu powszechnego prokuratury, wyodrębniając ją ze struktury Ministerstwa Sprawiedliwości. Zniesiono stanowisko Naczelnego Prokuratora oraz odrębną prokuraturę NTN i utworzono Generalną Prokuraturę kierowaną przez Generalnego Prokuratora RP, podlegającego odtąd Radzie Państwa. Utrzymano jednak całkowitą odrębność pionu wojskowego. Organizację wewnętrzną prokuratury oparto na odmiennych niż dotychczas zasadach, uniezależniając jej strukturę wewnętrzną od organizacji wymiaru sprawiedliwości. W 1952 r., wraz z uchwaleniem Konstytucji PRL i idącą w ślad za tym zmianą nazwy państwa z Rzeczpospolita Polska na Polska Rzeczpospolita Ludowa, nastąpiło przemianowanie Generalnej Prokuratury i Generalnego Prokuratora RP, odpowiednio na: Prokuraturę Generalną oraz Prokuratora Generalnego PRL. W 1967 r. podporządkowano prokuraturę wojskową Prokuratorowi Generalnemu, czyniąc go w ten sposób naczelnym organem całej prokuratury, z kolei Naczelnego Prokuratora Wojskowego usytuowano w roli jego zastępcy. Nowelizacja Konstytucji PRL z 7 kwietnia 1989 r. wprowadziła istotne zmiany, w tym modyfikację art. 65, w którym określono, że organem powołującym Prokuratora Generalnego jest Prezydent Polskiej Rzeczypospolitej Ludowej, a Prokurator Generalny ma obowiązek składania sprawozdań z działalności prokuratury przed Prezydentem. Ta zmiana była naturalną konsekwencją likwidacji Rady Państwa oraz przywrócenia urzędu Prezydenta, który wcześniej był nieobecny w polskim ustroju politycznym. Rozwiązanie to nie przetrwało długo, albowiem kolejna nowelizacja Konstytucji z 29 grudnia 1989 r. oraz ustawa z 22 marca 1990 r. znacząco zmieniły pozycję ustrojową Prokuratora Generalnego.
| Osoba               | Okres sprawowania urzędu           | Uwagi                                                                                        |
| ------------------- | ---------------------------------- | -------------------------------------------------------------------------------------------- |
| Stefan Kalinowski   | 9 września 1950 – 20 kwietnia 1956 | do 21 lipca 1952 jako Generalny Prokurator RP od 22 lipca 1952 jako Prokurator Generalny PRL |
| Marian Rybicki      | 28 kwietnia 1956 – 28 lutego 1957  |                                                                                              |
| p.o. Marian Mazur   | 28 lutego 1957 – 8 maja 1957       |                                                                                              |
| Andrzej Burda       | 8 maja 1957 – 24 maja 1961         |                                                                                              |
| Kazimierz Kosztirko | 1 czerwca 1961 – 10 marca 1972     |                                                                                              |
| Lucjan Czubiński    | 10 marca 1972 – 30 listopada 1981  |                                                                                              |
| Franciszek Rusek    | 1 grudnia 1981 – 31 maja 1984      |                                                                                              |
| Józef Żyta          | 1 czerwca 1984 – 30 grudnia 1989   |                                                                                              |

## III Rzeczpospolita

### Okres przejściowy (1989–1990)
Ustawą z dnia 29 grudnia 1989 r. o zmianie Konstytucji PRL, która m.in. przywróciła nazwę państwa Rzeczpospolita Polska, wprowadzono zmiany również w przepisach dotyczących prokuratury, częściowo modyfikując, a częściowo uchylając odnoszące się do niej art. 64–66. Nowe zadania prokuratury obejmowały strzeżenie praworządności (już nie „ludowej”) oraz nadzorowanie ścigania przestępstw. Prokuratura została podporządkowana Ministrowi Sprawiedliwości, który jednocześnie pełnił funkcję Prokuratora Generalnego. Ustawa miała określić tryb powoływania i odwoływania prokuratorów oraz zasady organizacji i postępowania organów prokuratury. Do momentu wejścia w życie nowej ustawy dotyczącej ustroju prokuratury, jednak nie później niż do 31 marca 1990 roku, prokuratura miała funkcjonować na podstawie dotychczasowych przepisów.

### Zespolenie funkcji Prokuratora Generalnego oraz Ministra Sprawiedliwości (1990–2010)
Prokurator Generalny był naczelnym organem całej prokuratury, tym samym podlegali mu wszyscy prokuratorzy. 31 marca 1990 r. zlikwidowano Prokuraturę Generalną, a większość jej funkcji przejął Departament Prokuratury w Ministerstwie Sprawiedliwości, zaś funkcję Prokuratora Generalnego zaczął sprawować z urzędu Minister Sprawiedliwości. W następnych latach, ustawą z 10 maja 1996 utworzono Prokuraturę Krajową jako centralną jednostkę organizacyjną prokuratury w pionie powszechnym i powołano Prokuratora Krajowego jako jednego z zastępców Prokuratora Generalnego. Pozostawiono przy tym Naczelną Prokuraturę Wojskową jako centralną jednostkę organizacyjną prokuratury w pionie wojskowym, kierowaną przez Naczelnego Prokuratora Wojskowego, także pełniącego funkcję zastępcy Prokuratora Generalnego. Ustawa z dnia 18 grudnia 1998 r. o Instytucie Pamięci Narodowej – Komisji Ścigania Zbrodni przeciwko Narodowi Polskiemu wprowadziła również możliwość wykonywania przez Instytut funkcji śledczych oraz powołała prokuratorów IPN, a Dyrektora Głównej Komisji Ścigania Zbrodni przeciwko Narodowi Polskiemu usytuowała w roli zastępcy Prokuratora Generalnego. W celu zapewnienia właściwej realizacji zadań prokuratury, zastępcami Prokuratora Generalnego oprócz wyżej wymienionych mogli być także inni prokuratorzy, powoływani (od 1996 r. tylko spośród prokuratorów Prokuratury Krajowej) i odwoływani ze stanowiska zastępcy przez Prezesa Rady Ministrów na wniosek Prokuratora Generalnego.

### Prokurator Generalny jako niezależny organ (2010–2016)
Z dniem 31 marca 2010 nastąpiło rozdzielenie funkcji Ministra Sprawiedliwości oraz Prokuratora Generalnego oraz zastąpienie Prokuratury Krajowej przez Prokuraturę Generalną. Od tego momentu Prokuratora Generalnego powoływał Prezydent Rzeczypospolitej Polskiej spośród dwóch kandydatów zgłoszonych przez Krajową Radę Sądownictwa i nowo utworzoną Krajową Radę Prokuratury (art. 10a ustawy z dnia 20 czerwca 1985 r. o prokuraturze). Kadencja Prokuratora Generalnego trwała sześć lat, licząc od dnia złożenia ślubowania. Po upływie kadencji pełnił on obowiązki do czasu objęcia stanowiska przez następcę, przy czym nie mógł być on ponownie wyznaczony. Po zakończeniu pełnienia obowiązków przechodził w stan spoczynku. Pierwszym i ostatnim Prokuratorem Generalnym powołanym w powyższy sposób został Andrzej Seremet.

### Ponowne zespolenie funkcji (od 2016)
Po wejściu w życie nowej Ustawy z dnia 28 stycznia 2016 r., w dniu 4 marca 2016 r. nastąpiło ponowne zespolenie obu funkcji oraz zastąpienie Prokuratury Generalnej Prokuraturą Krajową, która zapewnia obsługę Prokuratora Generalnego i Prokuratora Krajowego. Do jej zadań należy m.in. zapewnienie udziału prokuratora w postępowaniach przed Trybunałem Konstytucyjnym, Sądem Najwyższym i Naczelnym Sądem Administracyjnym, prowadzenie i nadzorowanie postępowań przygotowawczych, sprawowanie nadzoru instancyjnego i służbowego nad postępowaniami prowadzonymi w prokuraturach regionalnych, koordynacja nadzoru służbowego nad postępowaniami przygotowawczymi prowadzonymi przez pozostałe jednostki organizacyjne prokuratury, prowadzenie wizytacji prokuratur regionalnych, wykonywanie czynności w zakresie obrotu prawnego z zagranicą i prowadzenie centralnej bazy opinii prawnych oraz bazy wytycznych i zarządzeń Prokuratora Generalnego.

### Lista Prokuratorów Generalnych od 1989
| Prokurator Generalny    | Okres sprawowania urzędu                | Uwagi                                                                                      |
| ----------------------- | --------------------------------------- | ------------------------------------------------------------------------------------------ |
| Józef Żyta              | 31 grudnia 1989 – 30 marca 1990         |                                                                                            |
| Aleksander Bentkowski   | 31 marca 1990 – 14 grudnia 1990         |                                                                                            |
| Wiesław Chrzanowski     | 12 stycznia 1991 – listopad 1991        |                                                                                            |
| wakat na urzędzie       | listopad 1991 – 5 grudnia 1991          | p.o. Andrzej Marcinkowski                                                                  |
| Zbigniew Dyka           | 23 grudnia 1991 – 17 marca 1993         |                                                                                            |
| Jan Piątkowski          | 17 marca 1993 – 18 października 1993    |                                                                                            |
| Włodzimierz Cimoszewicz | 26 października 1993 – 6 marca 1995     |                                                                                            |
| Jerzy Jaskiernia        | 7 marca 1995 – 7 lutego 1996            |                                                                                            |
| Leszek Kubicki          | 7 lutego 1996 – 31 października 1997    |                                                                                            |
| Hanna Suchocka          | 31 października 1997 – 8 czerwca 2000   |                                                                                            |
| wakat na urzędzie       | 8 czerwca 2000 – 12 czerwca 2000        | obowiązki Prokuratora Generalnego pełnił z urzędu Prezes Rady Ministrów Jerzy Buzek        |
| Lech Kaczyński          | 12 czerwca 2000 – 5 lipca 2001          |                                                                                            |
| Stanisław Iwanicki      | 5 lipca 2001 – 19 października 2001     |                                                                                            |
| Barbara Piwnik          | 19 października 2001 – 6 lipca 2002     |                                                                                            |
| Grzegorz Kurczuk        | 6 lipca 2002 – 2 maja 2004              |                                                                                            |
| Marek Sadowski          | 2 maja 2004 – 6 września 2004           |                                                                                            |
| Andrzej Kalwas          | 6 września 2004 – 31 października 2005  |                                                                                            |
| Zbigniew Ziobro         | 31 października 2005 – 7 września 2007  |                                                                                            |
| wakat na urzędzie       | 7 września 2007 – 11 września 2007      | obowiązki Prokuratora Generalnego pełnił z urzędu Prezes Rady Ministrów Jarosław Kaczyński |
| Zbigniew Ziobro         | 11 września 2007 – 16 listopada 2007    |                                                                                            |
| Zbigniew Ćwiąkalski     | 16 listopada 2007 – 21 stycznia 2009    |                                                                                            |
| wakat na urzędzie       | 21 stycznia 2009 – 23 stycznia 2009     | obowiązki Prokuratora Generalnego pełnił z urzędu Prezes Rady Ministrów Donald Tusk        |
| Andrzej Czuma           | 23 stycznia 2009 – 13 października 2009 |                                                                                            |
| Krzysztof Kwiatkowski   | 14 października 2009 – 30 marca 2010    |                                                                                            |
| Andrzej Seremet         | 31 marca 2010 – 3 marca 2016            |                                                                                            |
| Zbigniew Ziobro         | 4 marca 2016 – 27 listopada 2023        |                                                                                            |
| Marcin Warchoł          | 27 listopada 2023 – 13 grudnia 2023     |                                                                                            |
| Adam Bodnar             | 13 grudnia 2023 – 24 lipca 2025         |                                                                                            |
| Waldemar Żurek          | od 24 lipca 2025                        |                                                                                            |